# هوشتت ان در دوناو
شهر هواشتات ان در دانوبدر ایالت بایرن در کشور آلمان واقع شده‌است.